# Longuenesse
Longuenesse település Franciaországban, Pas-de-Calais megyében. Lakosainak száma 10 559 fő (2022. január 1.). Longuenesse Arques, Blendecques, Saint-Martin-lez-Tatinghem, Saint-Omer, Wisques és Wizernes községekkel határos.

## Népesség
A település népességének változása:
| Lakosok száma | 11 204 | 11 139 | 11 584 | 11 023 | 10 736 | 10 563 | 10 600 | 10 568 | 10 559 |
|               | 2013   | 2015   | 2016   | 2017   | 2018   | 2019   | 2020   | 2021   | 2022   |